# Sächsische Bibliotheksgesellschaft
Die Sächsische Bibliotheksgesellschaft e. V. (SäBiG) ist ein deutscher Verein, mit Sitz in Dresden. Unter dem „Motto Wissen teilen – Menschen verbinden“ verfolgt der Verein das Ziel, die Entwicklung sächsischer Bibliotheken zu Dritten Orten zu unterstützen. Zu diesem Zweck setzt die SäBiG Projekte zur digitalen Bildung und zum gesellschaftlichen Zusammenhalt auf Basis demokratischer Grundwerte um.

## Gründung
Der Verein wurde 2019 gegründet und ist aus der „Gesellschaft der Freunde und Förderer der Sächsischen Landesbibliothek – Staats- und Universitätsbibliothek Dresden (SLUB)“ hervorgegangen. Vorsitzender des Vereins ist der ehemalige Generaldirektor SLUB Thomas Bürger. 
Als zivilgesellschaftlicher Verein arbeitet die SäBiG mit den sächsischen Bibliotheken, mit dem Landesverband Sachsen des Deutschen Bibliotheksverbandes und der Sächsischen Landesfachstelle für Bibliotheken zusammen.

## Projekte
In Zusammenarbeit mit dem Dresdner IT Summer Camp 2019 haben drei Schüler mit der SäBiG eine Sächsische Bibliothekslandkarte programmiert. Diese erleichtert die Orientierung über die Bibliotheken in den sächsischen Kulturräumen und bietet direkte Zugänge zu Bibliothekswebseiten. Im Jahr 2019 hat die SäBiG die Trägerschaft der Stolpersteine Guide App übernommen. Sie will die Erinnerungskultur an die Verfolgten des Holocaust fördern, indem sie Stolpersteine-Initiativen frei zugängliche technische Werkzeuge an die Hand gibt, mit denen deren Daten digital vernetzt und Biografien mit Bild, Ton und Film visualisiert werden können. Mit der Filmreihe Wissenswert, einer Ausstellung über „Plastik – und was dann“ und dem Gesprächsformat „Demokratie braucht Rückgrat“ fördert die SäBiG Projekte an und mit sächsischen Bibliotheken.